# Weronika Kaleta
Weronika Kaleta (* 21. Juni 1999 in Limanowa) ist eine polnische Skilangläuferin.

## Werdegang
Kaleta, die für den LKS Markram Wisniowa-Osieczany startet, nahm im Januar 2016 in Štrbské Pleso erstmals am Slavic-Cup teil und belegte dabei den 21. Platz über 10 km Freistil und den 20. Rang über 5 km klassisch. Im März 2016 wurde sie erstmals polnische Meisterin mit der Staffel. Zwei Jahre später erreichte sie in Wisła mit dem dritten Platz im Sprint ihre erste Podestplatzierung im Slavic Cup. In der Saison 2018/19 kam sie im Slavic-Cup zweimal auf den dritten Platz und erreichte damit den sechsten Platz in der Gesamtwertung. Im Januar 2019 debütierte sie in Dresden im Skilanglauf-Weltcup und errang dabei den 47. Platz im Sprint. Bei den folgenden Nordischen Junioren-Skiweltmeisterschaften in Lahti lief sie auf den 44. Platz über 5 km Freistil, auf den 19. Rang im 15-km-Massenstartrennen und auf den 18. Platz im Sprint. Zudem wurde sie dort Fünfte mit der Staffel. Beim Saisonhöhepunkt, den Nordischen Skiweltmeisterschaften 2019 in Seefeld in Tirol, belegte sie den 57. Platz über 10 km klassisch, den 49. Rang im Skiathlon und den 46. Platz im Sprint. Ihre beste Platzierung bei der Winter-Universiade 2019 in Krasnojarsk war der 13. Platz im Sprint. Im März 2019 wurde sie polnische Meisterin im Teamsprint und mit der Staffel. Im folgenden Jahr kam sie bei den U23-Weltmeisterschaften in Oberwiesenthal auf den 42. Platz über 10 km klassisch, auf den 32. Rang im 15-km-Massenstartrennen und auf den 11. Platz im Sprint und wurde erneut polnische Meisterin mit der Staffel. Nach Platz 55 beim Ruka Triple zu Beginn der Saison 2020/21 holte sie in Davos mit dem 26. Platz im Sprint ihre ersten Weltcuppunkte. In der Saison 2021/22 belegte sie bei den Olympischen Winterspielen 2022 in Peking den 50. Platz im Sprint sowie den 14. Rang mit der Staffel und bei den folgenden U23-Weltmeisterschaften in Lygna den 21. Platz über 10 km klassisch sowie den 18. Rang im Sprint.

## Teilnahmen an Weltmeisterschaften und Olympischen Winterspielen

### Olympische Spiele
- 2022 Peking: 14. Platz Staffel, 50. Platz Sprint Freistil

### Nordische Skiweltmeisterschaften
- 2019 Seefeld in Tirol: 46. Platz Sprint Freistil, 49. Platz 15 km Skiathlon, 57. Platz 10 km klassisch
- 2023 Planica: 9. Platz Teamsprint Freistil, 25. Platz Sprint klassisch, 61. Platz 10 km Freistil

## Siege bei Continental-Cup-Rennen
| Nr. | Datum             | Ort      | Disziplin      | Serie      |
| --- | ----------------- | -------- | -------------- | ---------- |
| 1.  | 29. Dezember 2022 | Zakopane | 5 km klassisch | Slavic-Cup |